# Agrandissement du pénis
 (janvier 2020).
Si vous disposez d'ouvrages ou d'articles de référence ou si vous connaissez des sites web de qualité traitant du thème abordé ici, merci de compléter l'article en donnant les références utiles à sa vérifiabilité et en les liant à la section « Notes et références ».
L’agrandissement du pénis est une intervention médicale destinée à accroître le volume du pénis humain.

## Méthodes chirurgicales
Les méthodes chirurgicales d'agrandissement du phallus sont restées longtemps dans le domaine de l'urologie.

### Élargissement du pénis en chirurgie
On pratique l'injection de silicone et d'autres produits dans le pénis et le scrotum. Actuellement, la technique donnant les meilleurs résultats est l'injection de graisse prélevée chez le patient, préparée et réinjectée. Le but est alors d'augmenter la circonférence du pénis au repos et en érection.

### Allongement du pénis en chirurgie / Pénoplastie
Il est possible d'augmenter la longueur du pénis au repos en sectionnant le ligament suspenseur de la verge.

## Méthodes non chirurgicales
De nos jours de nombreux médicaments à base de plantes promettent des érections plus longues et un pénis plus grand, aucun ne fut scientifiquement prouvé.

### Le principe de traction
L’une des méthodes non chirurgicales pour agrandir le pénis consiste à utiliser le principe de traction appliqué avec un dispositif externe non invasif appelé extenseur pénien. L’extenseur maintient la verge étirée en état de flaccidité durant des périodes de temps déterminées. Ainsi, l’application d’une force de traction continue et progressive pourrait allonger (mais pas élargir significativement selon l'étude) le pénis aussi bien en érection qu’au repos.
Il faut cependant faire extrêmement attention lors de cette pratique, qui peut engendrer des lésions irréversibles sur le pénis.

### Stratagèmes visuels

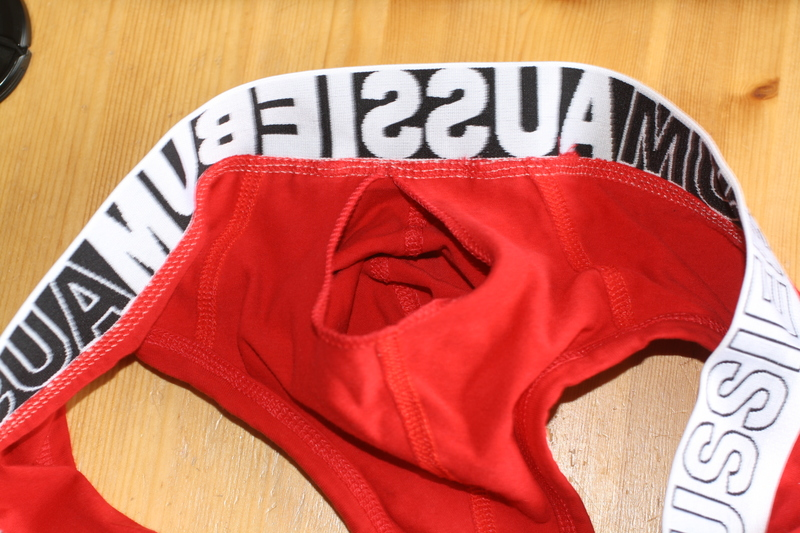
Aperçu d'un boxer de la marque AussieBum utilisant le procédé push-up.

De façon bien moins invasive et plus cosmétique, divers procédés non-médicaux sont également promus par les sociétés commerciales de la mode, de l'habillement et de l'esthétique pour donner l'impression d'attributs masculins plus importants. Ainsi, l'entreprise australienne AussieBum commercialise des sous-vêtements et maillots de bain dits Wonderjock, sortes de pendants masculins du Wonderbra munis d'une poche, censés mettre en avant les organes génitaux.